# Chadrac
Chadrac település Franciaországban, Haute-Loire megyében. Lakosainak száma 2502 fő (2022. január 1.). Chadrac Aiguilhe, Brives-Charensac, Le Monteil, Polignac és Le Puy-en-Velay községekkel határos.

## Népesség
A település népességének változása:
| Lakosok száma | 1638 | 3031 | 3075 | 2725 | 2628 | 2583 | 2516 | 2464 | 2429 | 2502 |
|               | 1968 | 1982 | 1990 | 2006 | 2013 | 2015 | 2017 | 2019 | 2020 | 2022 |